# 梅利皮亞省

梅利皮亞省（西班牙語：Melipilla）是智利的54個省份之一，位於該國中部，由聖地亞哥首都大區負責管轄，首府設於梅利皮亞，面積4,065平方公里，2002年人口141,165，人口密度每平方公里34.7人。

## 外部連結
- 官方网站